# Psiphon
Psiphon là một phần mềm miễn phí được dùng để vượt tường lửa, nhằm mục đích phá vỡ sự kiểm duyệt internet của các chính phủ, giúp người dân có điều kiện tiếp cận với tự do thông tin nhiều hơn. Nó là một chương trình của Trung tâm Nghiên cứu Quốc tế Munk, thuộc Đại học Toronto, Canada, dưới sự điều hành của giáo sư Ronald Deibert, giám đốc phòng thí nghiệm Citizen Lab được trợ giúp bởi Nart Villeneuve và Michael Hull., Trong số các cơ quan trợ giúp tài chính có Open Society Foundations.

## Công dụng
Một người dùng internet ở các nước không bị tường lửa ngăn chặn như Mỹ hay Canada có thể cài đặt chương trình Psiphon vào máy tính của mình, sau đó đưa những thông tin kết nối cho vài người thân tín hay bạn bè ở các quốc gia bị kiểm soát internet. Những thông tin này bao gồm địa chỉ IP của máy chủ, tên đăng ký sử dụng, và mật khẩu. Khi có được những thông tin này, người sử dụng ở các nước thiếu tự do internet sẽ có thể tha hồ truy cập vào bất cứ trang web nào mà họ thích, tránh được sự ngăn chặn, cản trở của chính quyền. Khác với các phầm mềm dùng địa chỉ của các máy lớn làm máy chủ proxy, mà ai cũng có thể dùng, tuy nhiên dễ dàng bị ngăn chặn, những máy-Psiphon, chỉ những người được loan báo mới biết địa chỉ IP. Tiện lợi là người sử dụng Psiphon không cần phải cài đặt phần mềm nào vào máy cả. Họ chỉ cần lưu ý là mỗi lần sau khi truy cập các trang web, phải xoá bỏ phần tự động lưu trữ dữ liệu trong trình duyệt web để xoá sạch các dấu vết. Bất tiện là máy tính của người cung cấp phải online lên mạng thì người sử dụng mới sài được.
Người nước ngoài cũng có thể cài đặt chương trình Psiphon vào máy tính của mình ở nhà trước khi sang các quốc gia kiểm duyệt internet, để có thể truy cập được các trang mạng cần thiết mà không bị tường lửa của chính quyền nước đó ngăn chặn.
Từ đầu tháng 12 năm 2006, phần mềm này đã có thể được chuyển tải xuống. Nó được phát hành với giấy phép GNU General Public License (GPL).

## Psiphon 3
Với Psiphon 3 thì người sử dụng phải có bản client là một tập tin thực thi (".exe"), mà không phải cài đặt (Phần mềm xách tay). Lợi điểm của bản client Psiphon 3 là nó không cần tới máy của người quen biết cung cấp, mà sẽ tự động tìm kiếm các điểm truy cập, và vì không phải cài đặt nên không để lại dấu vết. Xem thêm ở đây Psiphon 3.

## Giải thưởng
- Năm 2008, Psiphon được thượng viện Pháp trao giải thưởng Netexplorateur award.[3]
- Năm 2009, Psiphon được giải thưởng The Economist Best New Media Award của Index on Censorship, một tổ chức cổ võ và bảo vệ quyền tự do ngôn luận.[4]